# PGC 50952
LEDA/PGC 50952 ist eine Spiralgalaxie vom Hubble-Typ Sbc im Sternbild Bärenhüter am Nordsternhimmel, die schätzungsweise 336 Millionen Lichtjahre von der Milchstraße entfernt ist. Im selben Himmelsareal befinden sich u. a. die Galaxien NGC 5527, NGC 5529, NGC 5544, NGC 5545.